# دوغ سوندرز (لاعب كرة قاعدة)
دوغ سوندرز (بالإنجليزية: Doug Saunders)‏ هو لاعب كرة قاعدة أمريكي، ولد في 13 ديسمبر 1969 في يوربا ليندا في الولايات المتحدة.